# Идел-Урал
Идел-Урал (на татарски: Идел-Урал или İdel-Ural) е мюсюлманска държава с център град Казан, просъществувала от края на 1917 до края на 1918 в хаоса на Руската гражданска война. Създаването ѝ е опит за възраждане на някогашното Казанско ханство.

## История
Създаването на републиката Идел-Урал е обявено официално на 12 декември 1917 от конгрес на мюсюлмани от Русия и Сибир. Първоначално тя включва Казанска и Уфска губернии, населени главно с татари и башкири, но с времето към нея се присъединяват и други немюсюлмански и нетюркски народности от региона. Унищожена от Червената армия през април 1918, републиката е възстановена през юли с помощта на Чешкия легион и успява да се задържи до края на годината.
Президентът на Идел-Урал Садри Максуди Арсал успява да избяга във Финландия след окупацията на Идел-Урал от съветските сили. Той е добре приет там, тъй като в миналото смело се е застъпвал, в качеството си на депутат в руския парламент, за националното самоопределение и конституционните права на Финландия. Садри Максуди Арсал се среща и с официални представители на Естония, а през 1919 пътува в Швеция, Германия и Франция в търсене на подкрепа за възстановяване на държавата.
На 25 ноември 1942 г. в окупирана Полша е сформиран доброволческия легион „Идел-Урал“, част от Вафен-СС. Формирани са 8 пехотни батальона, а още три са планирани, но формирането им не е завършено. Легионът съществува до края на войната и участва в бойни действия и операции срещу партизани. На 1 юли 1944 г. 627-и пехотен батальон, който е разположен на атлантическото крайбрежие във Франция, е разформирован след бунт на личния състав.
В наши дни името Идел-Урал се е превърнало в символ за татарските националисти, стремящи се към създаване на тюркска държава, независима от Руската федерация.

## Галерия
- Прокламиране на република Идел Урал
- Войник от легиона Идел-Урал
- Идел-Урал СС легион